# Галф (провінція)
7°20′ пд. ш. 145°0′ сх. д. / 7.333° пд. ш. 145.000° сх. д.
Прові́нція Ґу́лф (англ. Gulf Province, ток-пісін Gulf Provins — укр. Затока) — провінція Папуа Нової Гвінеї, розташована на південному узбережжі країни, яке омивається затокою Папуа. Адміністративний центр — містечко Керема (6551 особа — дані за 2013 рік) — одному із найменших міст-столиць провінцій. До 1951 року провінція була розділена на дві — Ґулф та Дельта.

## Географія
Провінція розташована у південній частині країни, на заході межує із провінцією Західна, на півночі — із провінціями: Південний Гайлендс і Сімбу, на північному сході — із провінціями: Східний Гайлендс і Моробе, на сході — з провінцією Центральна. На півдні омивається водами затоки Папуа. Її площа становить 34 472 км² (4-те місце).
Переважна частина території провінції — рівнинна, висотою до 200 м місцевість з болотистими долинами, заплавами і дельтами річок: Пурарі, Кікорі, Турама, Вілала.
В північних та північно-східних регіонах провінції розташовані південні відроги центрально-гвінейського хребта. Тут, на кордоні з провінцією Моробе, вершини піднімаються до висоти 2700 м над рівнем моря. В північно-центральній частині провінції розташований вулкан Фавенґ (1462 м).

## Населення
Чотири основних племені, що населяють провінцію: Дельта-Леуте — проживають на узбережжі затоки, ведуть напівкочовий спосіб життя і вважаються ледачими. Плем'я Елема — проживають в центрі провінції, ведуть осілий спосіб життя, мають репутацію працьовитих майстрів. Камеа — проживають на кордоні із провінцією Моробе, маленькі на зріст, кремезної статури і вважаються дуже войовничими. Намау — проживають на узбережжі, відомі дивними масками чудовиськ, які використовують як предмети релігійного культу. Основні мови спілкування — ток-пісін і тоаріпі.
За результатами перепису населення у 2000 році чисельність жителів становила 106 898 осіб, що відповідало 21-му місцю серед провінцій країни. За переписом 2011 року населення провінції становило 158 197 осіб, що відповідало 21-му, передостанньому місцю серед всіх провінцій країни.
| 1980   | 1990    | 2000     | 2011     |
| ------ | ------- | -------- | -------- |
| 64 120 | ▲68 737 | ▲106 898 | ▲158 197 |

## Адміністративний поділ
Кожна провінція в Папуа Нова Гвінея має один або кілька районів, кожен район має кілька одиниць місцевого самоврядування (LLG). Для зручності виконання перепису, використовується поділ на відділення в кордонах тих же одиниць місцевого самоврядування.
Провінція Ґулф ділиться на 2 райони:
| Район  | Адміністративний центр | Назва LLG                      |
| ------ | ---------------------- | ------------------------------ |
| Керема | Керема                 | Центральний Керема (сільський) |
| Керема | Керема                 | Східний Керема (сільський)     |
| Керема | Керема                 | Каінтіба (сільський)           |
| Керема | Керема                 | Керема (міський)               |
| Керема | Керема                 | Котіданґа (сільський)          |
| Керема | Керема                 | Лакекаму-Таурі (сільський)     |
| Кікорі | Кікорі                 | Баймуру (сільський)            |
| Кікорі | Кікорі                 | Східний Кікорі (сільський)     |
| Кікорі | Кікорі                 | Ігу (сільський)                |
| Кікорі | Кікорі                 | Західний Кікорі (сільський)    |